# Gustavo Loureiro
Gustavo Eduardo Loureiro Álvarez (nacido el 8 de septiembre de 1963 en Montevideo, Uruguay) es un exfutbolista hispano-uruguayo. Jugaba de defensor y su primer club fue Gran Peña.

## Carrera
Nacido en Uruguay de padres gallegos, comenzó su carrera en 1980 jugando para el Gran Peña, la filial del Celta de Vigo. Jugó para ese equipo hasta 1984. En ese año se pasó al Celta de Vigo. Jugó hasta 1989. En ese mismo año se fue al Deportivo de La Coruña, donde dejó colgadas sus botas en el año 1992.
Está radicado en Galicia, España con su familia y posee la nacionalidades uruguaya y española.

## Clubes[1]
| Club                   | País   | Año       |
| ---------------------- | ------ | --------- |
| Gran Peña              | España | 1980-1984 |
| Celta de Vigo          | España | 1984-1989 |
| Deportivo de La Coruña | España | 1989-1992 |